# Dalad
Dalad är ett mongoliskt baner som lyder under Ordos i den autonoma regionen Inre Mongoliet i nordvästra Kina.